# Biondelli
I Biondelli sono un'antica famiglia patrizia di Piacenza a cui venne conferito il titolo di Nobile di Piacenza durante il periodo del dominio della famiglia Farnese sul Ducato di Parma e Piacenza.
A seguito dell'Unità d'Italia la famiglia fu iscritta nell’"Elenco Ufficiale delle Famiglie Nobili e Titolate del Regno d'Italia" approvato con R.D. 3.7.1921 n.972 e il titolo nobiliare, con il relativo stemma gentilizio, venne, quindi, riconosciuto mediante provvedimento di giustizia dal Regno d'Italia con conseguente iscrizione della famiglia nel Libro d'oro della nobiltà italiana e inclusione della stessa nella nobiltà del Regno.
In base a quanto stabilito dalla XIV disposizione transitoria e finale della Costituzione, la Repubblica Italiana ha riconosciuto a favore della famiglia Biondelli (unica famiglia dell'aristocrazia piacentina ad aver ottenuto il riconoscimento del titolo di Nobile di Piacenza da parte del Regno d'Italia) il diritto di mantenere come parte del cognome il predicato del proprio titolo nobiliare.
In ragione di ciò l'attuale cognome della stessa è, quindi, Biondelli di Piacenza.

## Storia familiare
La famiglia Biondelli è un casato del territorio piacentino derivante dall'antico ceppo famigliare dei Curletti originario della Liguria e del Piemonte meridionale e attestato fin dal XII secolo.
Un ramo di tale famiglia, come altre di provenienza ligure, si trasferì in Val d'Aveto nel basso medioevo e nel corso dei secoli i Curletti divennero una delle principali parentele (ossia un gruppo di famiglie con una comune origine e unite da un forte legame di rapporti sociali ed economici) presenti nel suddetto territorio della Val d'Aveto e della confinante Val Nure.
Diedero, infatti, il proprio nome all'omonimo Comune (oggi frazione del Comune di Ferriere) posto sull'Appennino ligure, nel cui territorio Lanfranco Curletti nel 1285 risultava già assegnatario di terreni riconducibili all'ambito dei feudi imperiali da parte di Graziadeo Malaspina conte di Pietragavina e dove in seguito la famiglia fu investita da parte dell'Abate di Bobbio dell'enfiteusi signorile (un istituto giuridico similare a un'investitura feudale) dei possedimenti fondiari ivi detenuti dell'Abbazia di San Colombano.
Titolari dell'investitura, in una zona confinante con proprietà terriere in possesso delle nobili famiglie dei Nicelli (che in quel periodo era la principale famiglia della Val Nure), dei Balbi e dei Brugnatelli (signori di Brugnello), furono nel 1332 il presbitero Pagano assieme al fratello Guglielmo e al nipote Opicello.
Nel XV secolo il Comune di Curletti entrò, quindi, a far parte di quella che sarebbe in seguito stata riconosciuta come la Magnifica Università della Val Nure (sotto la cui amministrazione era ricompresa anche la Val d'Aveto), un'istituzione comunitaria composta da 38 Comuni che beneficiò di un'ampia autonomia politica, amministrativa e fiscale oltre al diritto di emanare propri statuti, di eleggere propri magistrati e di riscuotere tributi su persone e merci transitanti sul proprio territorio.
Tale entità ebbe origine con un decreto promulgato il primo di novembre del 1441 da Filippo Maria Visconti duca di Milano (sotto la cui signoria era allora ricompreso il territorio di Piacenza e, quindi, anche la Val Nure) che ne sanciva la separazione fiscale dal restante territorio piacentino con la diretta dipendenza alla sola autorità ducale oltre a garantirne diverse esenzioni anche di natura tributaria.
Queste concessioni furono poi riconosciute dalle dinastie regnanti che si succedettero alla guida del Ducato di Milano e, in particolare, da Francesco Sforza nel 1452 e da Francesco I re di Francia nel 1516, fino a che, in seguito all'inclusione del territorio di Piacenza nello Stato Pontificio, nel 1523 Papa Clemente VII istituì la Magnifica Università della Val Nure che sopravvisse fino al periodo napoleonico.
In tale ambito i Curletti rappresentarono il territorio del proprio Comune e la loro parentela sia in seno all'assemblea della Magnifica Università sia nei confronti del potere centrale dei vari stati che nei secoli si susseguirono nel controllo della Val Nure (il Ducato di Milano, lo Stato Pontificio e, infine, il Ducato di Parma e Piacenza) e strinsero rapporti di parentela con altri casati presenti in Val Nure quali i Malchiodi di Brugneto (antico borgo anch'esso oggi frazione del Comune di Ferriere) a loro volta imparentati con i Nicelli e i Malaspina.
Da ricordare in tal senso fu l'accordo stretto nel 1443 con Bartolomeo Colleoni, che vide Jacopo Curletti impegnarsi in rappresentanza della propria parentela, per il pagamento della tassa sui cavalli dovuta al Duca di Milano e che fu raggiunto a seguito della sconfitta inflitta dalle forze della Val Nure nei confronti del condottiero, che, giunto nella valle il 27 marzo di quello stesso anno con numerose truppe per esigere il pagamento forzoso del tributo, ne venne scacciato dopo solo tre giorni di scontri in cui perse molti uomini.
Di questo gruppo famigliare facevano parte anche i Biondelli che, come indicano fonti famigliari, a partire dalla prima parte del XIV secolo, con Agostino Curletti detto il Biondello in quanto aveva i capelli rossi, aggiungessero al cognome originario appunto l'appellativo di "Biondelli" (“Curletti delli Biondelli”) al fine di distinguersi dagli altri rami dei Curletti e che, con il passare del tempo, sostituirono definitivamente l'antico cognome con quello di Biondelli.
I Biondelli, come del resto anche gli altri Curletti, furono legati al potente casato dei Nicelli nella lunga faida che nella prima metà del XVI secolo li vide contrapposti alla famiglia dei Camia per il controllo della Val Nure e che si concluse per volontà di papa Paolo III il 22 giugno 1540 con il giuramento presso l'altar maggiore della chiesa di San Francesco a Piacenza in presenza del legato pontificio, il cardinale Ennio Filonardi, di un patto di riappacificazione tra le due fazioni tra i cui aderenti vi fu anche Matteo de Curletti delli Biondelli.
La successiva nascita del Ducato di Parma e Piacenza, sancita dallo stesso papa Paolo III che nel 1545 separò le due città con i rispettivi territori circostanti dallo Stato Pontificio cedendole a favore di suo figlio Pier Luigi (che fu il primo sovrano del ducato) e il conseguente rafforzamento del potere centrale del nuovo stato a discapito dei regimi e delle istituzioni tardo medievali, segnarono, tuttavia, l'inizio del declino sia del sistema delle parentele sia della Magnifica Università della Val Nure.
Fu, presumibilmente, anche a seguito di tali eventi che, a partire almeno dalla seconda metà del XVI secolo, alcuni membri della parentela dei Curletti si trasferirono dalla Val d'Aveto e dalla Val Nure a Piacenza che, in una fase iniziale, fu la capitale del nuovo stato.
Tra questi vi era anche un ramo della famiglia Biondelli i cui membri divennero tra i principali esponenti del Collegio dei Mercanti di detta città dove raggiunse particolare prominenza sociale grazie alla gestione dei traffici commerciali con gli stati confinanti, all'esercizio di appalti pubblici, alla riscossione dei dazi e alla costituzione di un rilevante patrimonio terriero distribuito tra il territorio del Ducato di Parma e Piacenza e il Ducato di Milano dove i Biondelli divennero gli unici proprietari del comune di Regina Fittarezza.
Pur ormai stabilitosi a Piacenza, dove pose la propria residenza in quello che oggi è noto come palazzo Tedaldi d'Ancarano, questo ramo dei Biondelli mantenne, comunque, stretti rapporti con la Val Nure e la Val d'Aveto, subentrando in parte nel ruolo che in passato era stato ricoperto in tali territori dalla famiglia Scribani e, prima ancora, dai Nicelli.
Figura centrale in questo processo fu Giovanni Francesco Biondelli che nel 1680, durante il regno di Ranuccio II Farnese, ottenne dalla Camera Ducale di Piacenza (l'organo a cui era affidata la gestione dei beni del Ducato nel territorio piacentino) la gestione del porto di Piacenza sul fiume Po e nel 1684 ricevette in appalto le regalie sui territori delle suddette valli (ossia i diritti regali del fisco di tipo feudale, originariamente appartenuti fin dal medioevo ai Nicelli e poi passati in capo allo stato centrale).
Il successo delle attività economiche della famiglia e la crescente stima goduta presso la corte ducale fecero sì che il primo di gennaio del 1697 Francesco Farnese duca di Parma e Piacenza e Gonfaloniere di Santa Romana Chiesa concedesse a Giovanni Battista Biondelli (figlio di Giovanni Francesco) una patente di famigliarità in cui lo indicava come persona di propria fiducia a fronte dei suddetti servizi resi alla Camera Ducale e in seguito, con proprio decreto del 2 novembre 1702 riconoscesse l'antica nobiltà della famiglia, concedendo al medesimo Giovanni Battista e ai suoi fratelli minori Gerolamo e Pietro Paolo (che fu padre gesuita) il titolo di Nobili di Piacenza.
Successivamente alla concessione del titolo, con atto della Comunità dell'11 dicembre 1702, la famiglia Biondelli fu ammessa tra le famiglie nobili del Consiglio Generale della città di Piacenza (l'antico organo di governo cittadino risalente al XII secolo i cui membri erano scelti ogni due anni tra le principali famiglie di Piacenza) nella classe Landi (una delle quattro classi in cui a quel tempo era ripartito tale organo amministrativo).
Nel corso del XVIII secolo diversi membri della famiglia furono, quindi, al servizio del Ducato, militando nell'esercito dello stesso e adempiendo a incarichi pubblici nell'ambito dell'amministrazione della città e del territorio di Piacenza.
In tal senso Gerolamo Biondelli fu insignito con ordine sovrano intervenuto il 23 febbraio 1737, durante il periodo della dominazione asburgica del Ducato iniziata con l'imperatore Carlo VI nel 1736, della carica di Tesoriere della Comunità di Piacenza. Tale carica venne mantenuta anche a seguito del passaggio del ducato nel 1748 alla dinastia dei Borbone Parma e trasmessa ai discendenti di Gerolamo fino alla prima parte del XIX secolo
Sempre nel corso del XVIII secolo i Biondelli, già imparentati con diverse famiglie nobili di Piacenza, ebbero anche modo di legarsi sia alla nobiltà austriaca che a quella milanese.
Ciò avvenne grazie al matrimonio tra Pietro Francesco (figlio di Giovanni Battista) con la nobile Dorotea Giovanelli de Noris appartenente alla famiglia dei conti di Gerstburg e Hörtenberg e a quello di Giovanni Francesco (figlio di Gerolamo) con la nobile Eurosia Rho figlia del nobile Agostino appartenente allo storico casato milanese di origine germanica che fu anticamente feudatario dell'omonimo comune e che venne in seguito insignito del feudo di Borghetto (non molto distante dai possedimenti dei Biondelli a Regina Fittarezza) e della nobile Giacinta a sua volta esponente dello storico casato milanese dei Carcano (entrambe famiglie a loro volta imparentate con i Visconti)
Dalla fine del XVIII secolo la famiglia fu testimone dell'ultima fase della storia del Ducato di Parma e Piacenza che fu segnata dall'arrivo delle truppe napoleoniche con l'annessione all'Impero francese, dalla successiva ricostituzione del Ducato dopo il Congresso di Vienna che lo assegnò a Maria Luisa d'Austria (moglie dello stesso Napoleone) prima della restaurazione della dinastia dei Borbone Parma, fino alla definitiva annessione al Regno d'Italia.
In particolare il cosiddetto "Diario Biondelli", un manoscritto principalmente redatto da Padre Eustachio Biondelli, monaco benedettino del monastero di San Sisto Piacenza, descrive gli avvenimenti che coinvolsero la città di Piacenza nel periodo della Rivoluzione francese con particolare riferimento agli eventi che portarono prima all'occupazione del secolare monastero (che in quel momento ospitava anche alcuni monaci e aristocratici francesi fuggiti dalla Rivoluzione) avvenuta nel 1797 da parte del generale francese Andrea Massena giunto in Italia al seguito di Napoleone e poi alla definitiva soppressione dello stesso avvenuta nel 1810 da parte di Médéric Moreau de Saint-Méry amministratore delegato generale degli Stati Parmensi per conto del medesimo Napoleone.
Tale fase storica fu contrassegnata per i Biondelli dall'estinzione del ramo della famiglia derivante da Giovanni Battista e dalla scomparsa senza eredi di diversi degli appartenenti a quello di Gerolamo i cui membri continuarono a ricoprire incarichi nell'amministrazione della città e del territorio di Piacenza e nell'esercito del Ducato.

I firmatari del Patto di Locarno. Giuseppe Biondelli (in giacca chiara alle spalle di Sir Joseph Austen Chamberlain, Ministro degli Esteri del Regno Unito) è l'ultimo del gruppo di persone (da sinistra a destra) in piedi sotto al grande quadro presente nella sala.

A seguito poi dell'Unità d'Italia un ramo della famiglia discendente da Gerolamo Biondelli lasciò Piacenza per trasferirsi a Pesaro dove i suoi esponenti operarono come funzionari pubblici del neonato Regno d'Italia e dove fu particolarmente partecipe della vita culturale della città intrattenendo rapporti di amicizia anche con Pietro Mascagni che fu direttore del Liceo Musicale di Pesaro.
Con l'ingresso del Regno d'Italia nella prima guerra mondiale Gerolamo, Giuseppe e Luigi Biondelli (tre fratelli provenienti dai Biondelli di Pesaro) combatterono al fronte nei ranghi del Regio Esercito, rispettivamente come sergente dei granatieri, sottotenente di artiglieria da campagna e sottotenente di artiglieria da fortezza.
In ragione della loro partecipazione al conflitto Giuseppe e Luigi Biondelli, ancora viventi nel 1968, vennero entrambi insigniti del titolo di Cavalieri di Vittorio Veneto che fu costituito in tale anno per commemorare i combattenti della prima guerra mondiale.
A partire dal 1940, a seguito del matrimonio tra Giuseppe Biondelli (futuro Ambasciatore d'Italia e allora Console Generale a Londra) con la nobile Clementina dei Conti Maggi di Gradella, il ramo di Pesaro iniziò gradualmente a spostarsi verso Brescia, città natale di Clementina Maggi di Gradella dove tutt'oggi questa parte della famiglia risiede.
Nel 1942 Giuseppe Biondelli acquistò infatti, a Bornato (frazione di Cazzago San Martino) in Franciacorta la villa e parte della proprietà agricola che era in precedenza stata dei Conti Fè d'Ostiani.
Con la scomparsa senza eredi già nel corso del XIX secolo dei Biondelli ancora residenti a Piacenza e con la medesima sorte toccata ai Biondelli di Pesaro nella seconda metà del XX, gli appartenenti al ramo di Brescia rappresentano gli unici discendenti della famiglia, le cui attività sono, oggi, principalmente incentrate in ambito agricolo e in particolare nella produzione di vino in Franciacorta.

## Attività letteraria e accademica
Nel corso dei secoli diversi membri della famiglia Biondelli s'impegnarono in attività letterarie e accademiche. Tra questi si possono ricordare:
- Padre Pietro Paolo Biondelli S.I., membro della Compagnia di Gesù, nel 1722 compose e declamò nell'abazia di Santa Maria Maddalena a Mirandola l'orazione funebre in onore del conte Gabriele Pegolotti, secondo governatore del ducato della Mirandola dopo l'annessione dello stesso al ducato di Modena;
- Gaetano Biondelli, letterato e poeta, pubblicò a Piacenza nel 1726 il "Ludus, vulgò dictus Tresette in quattro, latino metro descriptus" ("Gioco, comunemente detto Tresette in quattro, descritto in metrica latina") un poemetto allegorico in latino sul gioco del Tressette;
- Padre Basilide Biondelli, priore del monastero benedettino di San Sisto a Piacenza, fu lettore filosofo presso lo stesso e membro dell'Accademia degli Onesiferi;
- Padre Eustachio Biondelli, membro dell'Ordine dei Benedettini, fu lettore teologo presso il monastero di San Sisto a Piacenza, membro dell'Accademia degli Onesiferi e coautore del cosiddetto "Diario Biondelli". Ebbe probabilmente tra i propri allievi anche Pietro Giordani che nel 1797 fu ammesso come novizio nel monastero di San Sisto;
- Padre Francesco Biondelli, membro della Congregazione della missione di san Vincenzo de' Paoli, fu autore di un testo sulla Medaglia miracolosa dal titolo "La Medaglia miracolosa: nuova ancora di speranza pel secolo XX" pubblicato a Roma nel 1898;
- Giuseppe Biondelli di Piacenza, ambasciatore d'Italia, pubblicò nel 1936 "La Cina e gli stranieri", un saggio sulla storia della penetrazione straniera in Cina basato sulla propria esperienza diplomatica in tale paese, il "Manuale teorico pratico del servizio consolare marittimo" (edito nel 1938) e il "Manuale teorico pratico del servizio consolare. Ad uso degli uffici consolari, avvocati, notai e studi legali in genere" (edito nel 1955), due testi di diritto consolare;
- Mariella Biondelli di Piacenza Beccaria, moglie di Carlottavio Biondelli di Piacenza e figlia dell'ingegner Bruno Beccaria, è stata coautrice con Dina Rebaudengo di "Le Isole San Pietro e San Baldassare" (edito nel 1977) e "Le Isole San Giuseppe e San Melchiorre" (edito nel 1978), due testi di storia dell'urbanistica relativi alla città di Torino.

## Personaggi di spicco
- Gaetano Biondelli, fu letterato e poeta.
- Gerolamo Biondelli, fu tesoriere della Comunità di Piacenza.
- Giovanni Francesco Biondelli (figlio di Gerolamo), fu tesoriere della Comunità di Piacenza.
- Gerolamo Biondelli (figlio di Giovanni Francesco), fu tesoriere della Comunità di Piacenza.
- Paolo Biondelli, fu capitano dell'esercito del Ducato di Parma e Piacenza.
- Padre Basilide Biondelli, fu Priore presso il monastero dell'Ordine dei Benedettini di San Sisto a Piacenza, lettore filosofo presso lo stesso e membro dell'Accademia degli Onesiferi.
- Padre Eustachio Biondelli, fu membro dell'Ordine dei Benedettini presso il monastero di San Sisto a Piacenza, lettore teologo presso lo stesso e membro dell'Accademia degli Onesiferi.
- Don Gaetano Biondelli, fu canonico della Cattedrale di Piacenza nella prima metà del XIX secolo.
- Don Carlo Biondelli, fu canonico della Cattedrale di Piacenza nella seconda metà del XIX secolo.
- Padre Francesco Biondelli, fu membro della Congregazione della Missione di San Vincenzo de' Paoli.
- Giuseppe Biondelli di Piacenza, fu ambasciatore d'Italia e ispettore generale del Ministero degli Esteri.